# Torpedo sinuspersici
Torpedo sinuspersici  (лат.) — вид скатов рода гнюсов семейства гнюсовых отряда электрических скатов. Это хрящевые рыбы, ведущие донный образ жизни, с крупными, уплощёнными грудными и брюшными плавниками, образующими диск, коротким и толстым хвостом, двумя спинными плавниками и хорошо развитым хвостовым плавником. Подобно прочим представителям своего семейства способны генерировать электрический ток. Обитают в Индийском океане на глубине до 200 м. Максимальная зарегистрированная длина 130 см. Размножаются яйцеживорождением. Не представляют интереса для коммерческого рыболовства. 

## Таксономия
Впервые новый вид был описан в 1831 году. Голотип был утрачен во время Второй Мировой Войны. Видовое название происходит от слов лат. sinus — «залив» и лат. persici — «персидский» и связан с ареалом этих скатов. 
Вид был описан без голотипа и определения ареала, хотя было сделано предположение, что эти скаты обитают в Персидском заливе. Считалось, что это один из самых широко распространённых электрических скатов в западной части Индийского океан. Для таксономического определения необходимы дальнейшие исследования, которые помогут определить, является ли Torpedo sinuspersici единственным электрическим скатов в этом ареале, или в нём присутствует целый комплекс видов.

## Ареал
Torpedo sinuspersici обитают в западной части Индийского океана вдоль восточного побережья Африки от Восточно-Капской провинции, ЮАР, до Мозамбика, включая воды Мадагаскара, Индии, Красное море и Персидский залив. Эти скаты распространены у берегов Бахрейна, Джибути, Египта, Эритреи, Ирана, Ирака, Кувейта, Омана, Саудовской Аравии, Судана, ОАЭ и Йемена. Они встречаются на глубине до 200 м. Предпочитают держаться на песчаном мелководье вблизи от коралловых рифов. Иногда они зарываются в грунт в каналах.

## Описание
Грудные плавники этих скатов формируют почти овальный диск, ширина которого составляет 84 % длины. По обе стороны головы сквозь кожу проглядывают электрические парные органы в форме почек. Позади маленьких глаз расположены брызгальца, превосходящие их по размеру, края брызгалец покрывают 9—10 пальцевидных отростков. На нижней стороне диска расположены пять пар жаберных щелей.
Хвост короткий и толстый, оканчивается небольшим треугольным хвостовым плавником с закруглёнными концами. Маленькие спинные плавники сдвинуты к хвосту и расположены близко друг к другу. Размер второго спинного плавника составляет 3/4 размера первого. Мясистые брюшные плавники частично срослись, образуя диск. Кожа лишена чешуи. Рот широкий, Зубы мелкие и заострённые. Максимальная зарегистрированная длина 130 см, хотя обычно размер этих скатов не превышает 100 см. В водах ЮАР на удочку однажды был пойман скат весом 13 кг.
Torpedo sinuspersici отличаются характерной окраской: основной фон коричневый, он испещрён многочисленными извилинами кремового или белого цвета, передний и доковые края диска покрыты светлыми пятнышками, диаметр которых не превышает диаметр глаз. Внутри вида окраска варьируется. У некоторых особей 
диск и хвост кремового цвета покрыты узором в виде мозговых извилин или розеток, которые становятся мельче к краям, а латеральная поверхность диска и передняя часть рыла усеяны мелкими пятнышками.
<

## Биология
Подобно прочим представителям своего отряда Torpedo sinuspersici способны генерировать электричество, с помощью которого они оглушают жертву. Эти медлительные хищники охотятся в основном на костистых. Ночью они медленно плавают в поисках добычи приблизительно в метре от дна, а днём обычно отдыхают на дне или охотятся из засады. Эти скаты как правило ведут одиночный образ жизни, но иногда они собираются в группы, особенно в период размножения. Они размножаются яйцеживорождением. В помёте 9—22 новорождённых длиной около 10 см. Роды происходят летом. Самцы и самки достигают половой зрелости при длине 39 и 45 см соответственно.

## Взаимодействие с человеком
'Эти скаты не представляют интереса для коммерческого рыболовства. В качестве прилова они могут попадаться при коммерческом донном промысле. Кроме того, они подвергаются опасности из-за ухудшения условий среды обитания. Дайверы часто встречают этих скатов, с которыми надо соблюдать осторожность: будучи потревоженными они способны оглушить человека током. Мясо  Torpedo sinuspersici съедобно, иногда их ловят на удочку. У берегов Квазулу-Наталь охота на них с гарпуном запрещена. Данных для оценки Международным союзом охраны природы статуса сохранности вида недостаточно.